# Брук Генсон
Брук Генсон (англ. Brooke Hanson, 18 березня 1978) — австралійська плавчиня.
Олімпійська чемпіонка 2004 року.
Чемпіонка світу з водних видів спорту 2005 року, призерка 2003 року.
Чемпіонка світу з плавання на короткій воді 2004, 2006 років, призерка 2000 року.
Призерка Ігор Співдружності 2002, 2006 років.
Призерка літньої Універсіади 1999 року.